# Quickborn
 Ikke at forveksle med Quickborn (Dithmarschen).
Quickborn er en by i det nordlige Tyskland, beliggende i Pinneberg Amtkreds i delstaten Slesvig-Holsten. Byen har 20.188 indbyggere (30. Sep. 2006)[kilde mangler] og ligger 17 km øst for Elmshorn og cirka 21 kilometer nordvest for Hamborgs centrum, på motorvej 7 mellem hansestaden og Neumünster.

## Historie
Quickborn omtales første gang i 1323. Der skal have eksisteret et lille Mariencapelle (Marias kapel) på stedet.
Den første kirke blev først opført i 1589, men blev senere nedbrudt.
I 1685 blev sognet udvidet med landsbyerne Garstedt og Hasloh.
En ny kirke, Marienkirche, blev opført i 1810 med tårn og et lille orgel. Præsten blev i Helstatstiden udnævnt af den danske konge.
I 1855 havde sognet en skole med 180 elever. Byen havde da 1.221 indbyggere og blandt andet 7 værtshuse, 3 høkere, 2 smede, 2 bagere, 1 slagter, 1 farver og flere andre håndværkere.
Den 6. februar 1974 fik byen stadsrettigheder. Byens økonomi kendetegnes af mange pendlere, som hver dag pendler til Hamborg. Endvidere har flere IT-virksomheder kontor i byen.